# Constantin Scriabine
Pour les articles homonymes, voir Scriabine (homonymie).
Constantin Ivanovitch Scriabine (en russe : Константин Иванович Скрябин) est un parasitologiste russe, né le 25 novembre 1878 à Saint-Pétersbourg et mort en 1972.
Il diplômé de l’institut vétérinaire de Iouriev (aujourd’hui Tartu) en 1905 et travaille à Chymkent dans le Kazakhstan de 1905 à 1907, puis à Aoulie-Ata (aujourd’hui Taraz) de 1907 à 1911. Il étudie à l’université de Kaliningrad et séjourne à l’université de Lausanne et à l’école vétérinaire de Maisons-Alfort de 1912 à 1914. À partir de 1915, il travaille au service central de médecine vétérinaire de Russie puis enseigne la parasitologie à l’institut vétérinaire de Novotcherkassk de 1917 à 1920, dirige le département d’helminthologie de l’institut de médecine vétérinaire 1920 à 1925, puis un département toujours en helminthologie à l’institut centrale de médecine tropicale de 1921 à 1949. Scriabine fait partie de l’Académie des sciences de Russie et de nombreuses autres sociétés savantes. Il reçoit de nombreux honneurs comme l’Ordre de Lénine. Il obtient un titre de docteur en médecine vétérinaire en 1934, un titre de docteur en médecine humaine en 1938 et un titre de docteur en sciences biologiques en 1943. Il joue un rôle considérable dans l’étude des helminthes et dans la découverte de nombreuses espèces.

## Source
- Allen G. Debus (dir.) (1968). World Who’s Who in Science. A Biographical Dictionary of Notable Scientists from Antiquity to the Present. Marquis-Who’s Who (Chicago) : xvi + 1855 p.